# Гебхард III фон Мансфелд-Кверфурт
Гебхард III фон Мансфелд-Кверфурт (на немски: Gebhard III von Mansfeld-Querfurt; * ок. 1304/1308; † между 19 ноември 1332 и 24 юни 1335 или сл. 1360) е граф на Мансфелд-Кверфурт.

## Произход
Той е вторият син на граф Бурхард V фон Мансфелд-Кверфурт († 1354/1358) и съпругата му Ода фон Вернигероде († 1343), дъщеря на граф Албрехт V фон Вернигероде († 1323).

## Фамилия
Гебхард III се жени на 21 октомври 1327 г. за Луитгарда фон Фалкенщайн (* 1296; † сл. 1360), дъщеря на Фолрад I фон Фалкенщайн († 1312) и Мехтилд фон Арнщайн († сл. 1279). Те имат децата:
- Гебхард IV († 1382), граф на Мансфелд-Кверфурт, женен I. за Матилда фон Шварцбург-Бланкенбург († 1370), II. ок. 1375 за Елизабет фон Кефернбург († ок. 1390)
- Албрехт I († 1361/1362), граф на Мансфелд, женен I. за графиня Юта фон Шварцбург-Бланкенбург († 1361), II. за Хелена фон Шварцбург
- Лутруд (* ок. 1350; † ок. 1394), омъжена за граф Дитрих VI (VII) фон Хонщайн-Херинген († 1393)
- Бурхард († сл. 1367), францисканец
- Албрехт фон Мансфелд († 1356), геген-епископ на Халберщат (1345 – 1356).